# Magyarország a 2023-as úszó-világbajnokságon
Magyarország a Japánban, Fukuokában megrendezésre került 2023-as úszó-világbajnokság egyik részt vevő nemzete volt. Az ország a világbajnokságon 63 sportolóval képviseltette magát.

## Versenyzők száma
| Sportág, szakág  | Magyar résztvevő | Magyar résztvevő | Magyar résztvevő |
| Sportág, szakág  | Férfi            | Nő               | Össz.            |
| ---------------- | ---------------- | ---------------- | ---------------- |
| Úszás            | 12               | 14               | 25               |
| Nyílt vízi úszás | 2                | 2                | 4                |
| Műugrás          | 0                | 2                | 2                |
| Szinkronúszás    | 0                | 2                | 2                |
| Vízilabda        | 15               | 15               | 30               |
| Összesen         | 29               | 35               | 64               |

## Érmesek
| Érem      | Versenyző | Versenyszám                  | Dátum      |
| --------- | --- | ---------------------------- | ---------- |
| Aranyérem | Kós Hubert | Férfi 200 m hát              | július 28. |
| Aranyérem | Magyar férfi vízilabda-válogatott Angyal Dániel Fekete Gergő Jansik Szilárd Lévai Márton Manhercz Krisztián Nagy Ádám Német Toni Pohl Zoltán Varga Dénes Vámos Márton Vigvári Vendel Vogel Soma Zalánki Gergő | Férfi vízilabda              | július 29. |
| Ezüstérem | Rasovszky Kristóf | Férfi 10 km nyílt vízi úszás | július 16. |
| Ezüstérem | Fábián Bettina Olasz Anna Rasovszky Kristóf Betlehem Dávid | Csapat nyílt vízi úszás      | július 20. |

## Úszás
Férfi
| Férfi                                                       | Versenyszám     | Előfutam     | Előfutam     | Előfutam     | Elődöntő | Elődöntő | Elődöntő | Döntő    | Döntő     |
| Férfi                                                       | Versenyszám     | Idő          | Hely.        | Össz.        | Idő      | Hely.    | Össz.    | Idő      | Helyezés  |
| ----------------------------------------------------------- | --------------- | ------------ | ------------ | ------------ | -------- | -------- | -------- | -------- | --------- |
| Betlehem Dávid                                              | 800 m gyors     | 7:47,02      | 6.           | 12.          |          |          |          | kiesett  | kiesett   |
| Betlehem Dávid                                              | 1500 m gyors    | 14:59,76     | 7.           | 15.          |          |          |          | kiesett  | kiesett   |
| Holló Balázs                                                | 400 m vegyes    | 4:12,77      | 3.           | 7.           |          |          |          | 4:13,36  | 8.        |
| Kós Hubert                                                  | 100 m pillangó  | visszalépett | visszalépett | visszalépett | kiesett  | kiesett  | kiesett  | kiesett  | kiesett   |
| Kós Hubert                                                  | 100 m hát       | 53,12        | 1.           | 2.           | 53,17    | 4.       | 6.       | 53,11    | 7.        |
| Kós Hubert                                                  | 200 m hát       | 1:57,27      | 1.           | 3.           | 1:55,99  | 1.       | 3.       | 1:54,14  | Aranyérem |
| Kós Hubert                                                  | 200 m vegyes    | visszalépett | visszalépett | visszalépett | kiesett  | kiesett  | kiesett  | kiesett  | kiesett   |
| Kovács Benedek                                              | 100 m hát       | 54,24        | 7.           | 21.          | kiesett  | kiesett  | kiesett  | kiesett  | kiesett   |
| Kovács Benedek                                              | 200 m hát       | 1:58,17      | 5.           | 14.          | 1:55,89  | 2.       | 2.       | 1:55,85  | 5.        |
| Márton Richárd                                              | 100 m pillangó  | 52,31        | 9.           | 27.          | kiesett  | kiesett  | kiesett  | kiesett  | kiesett   |
| Márton Richárd                                              | 200 m pillangó  | 1:56,03      | 5.           | 14.          | 1:54,54  | 2.       | 6.       | 1:55,02  | 7.        |
| Németh Nándor                                               | 100 m gyors     | 48,21        | 5.           | 14.          | 47,62    | 1.       | 4.       | 48,17    | 8.        |
| Németh Nándor                                               | 200 m gyors     | 1:47,11      | 9.           | 23.          | kiesett  | kiesett  | kiesett  | kiesett  | kiesett   |
| Rasovszky Kristóf                                           | 400 m gyors     | 3:46,56      | 5.           | 10.          |          |          |          | kiesett  | kiesett   |
| Rasovszky Kristóf                                           | 800 m gyors     | 7:47,93      | 2.           | 15.          |          |          |          | kiesett  | kiesett   |
| Rasovszky Kristóf                                           | 1500 m gyors    | 14:54,09     | 5.           | 7.           |          |          |          | 14:51,46 | 6         |
| Szabó Szebasztián                                           | 50 m gyors      | 21,67        | 2.           | 2.           | 22,16    | 8.       | 16.      | kiesett  | kiesett   |
| Szabó Szebasztián                                           | 100 m gyors     | 48,36        | 6.           | 17.          | kiesett  | kiesett  | kiesett  | kiesett  | kiesett   |
| Szabó Szebasztián                                           | 50 m pillangó   | 23,27        | 3.           | 9.           | 23,16    | 5.       | 10.      | kiesett  | kiesett   |
| Székely Áron                                                | 50 m hát        | 25,59        | 10.          | 30.          | kiesett  | kiesett  | kiesett  | kiesett  | kiesett   |
| Telegdy Ádám                                                | 200 m vegyes    | 2:01,82      | 9.           | 26.          | kiesett  | kiesett  | kiesett  | kiesett  | kiesett   |
| Telegdy Ádám                                                | 400 m vegyes    | 4:21,29      | 8.           | 19.          |          |          |          | kiesett  | kiesett   |
| Németh Nándor Szabó Szebasztián Mészáros Dániel Kós Hubert  | 4 × 100 m gyors | 3:14,42      | 6.           | 11.          |          |          |          | kiesett  | kiesett   |
| Németh Nándor Márton Richárd Holló Balázs Rasovszky Kristóf | 4 × 200 m gyors | 7:11,57      | 8.           | 15.          |          |          |          | kiesett  | kiesett   |

Női
| Versenyző                                                | Versenyszám     | Előfutam     | Előfutam     | Előfutam     | Elődöntő | Elődöntő | Elődöntő | Döntő   | Döntő    |
| Versenyző                                                | Versenyszám     | Idő          | Hely.        | Össz.        | Idő      | Hely.    | Össz.    | Idő     | Helyezés |
| -------------------------------------------------------- | --------------- | ------------ | ------------ | ------------ | -------- | -------- | -------- | ------- | -------- |
| Burián Katalin                                           | 200 m hát       | 2:11,94      | 5.           | 16.          | 2:11,47  | 6.       | 12.      | kiesett | kiesett  |
| Fábián Bettina                                           | 400 m gyors     | 4:12,83      | 9.           | 23.          |          |          |          | kiesett | kiesett  |
| Fábián Bettina                                           | 800 m gyors     | 8:39,63      | 5.           | 24.          |          |          |          | kiesett | kiesett  |
| Flück Nóra                                               | 1500 m gyors    | 16:34,63     | 4.           | 22.          |          |          |          | kiesett | kiesett  |
| Jakabos Zsuzsanna                                        | 100 m pillangó  | 1:00,51      | 10.          | 30.          | kiesett  | kiesett  | kiesett  | kiesett | kiesett  |
| Jakabos Zsuzsanna                                        | 200 m pillangó  | 2:10,73      | 4.           | 14.          | 2:11,23  | 7.       | 15.      | kiesett | kiesett  |
| Jakabos Zsuzsanna                                        | 400 m vegyes    | 4:43,52      | 9.           | 18.          |          |          |          | kiesett | kiesett  |
| Telegdy-Kapás Boglárka                                   | 200 m pillangó  | 2:10,18      | 5.           | 13.          | 2:09,56  | 8.       | 13.      | kiesett | kiesett  |
| Késely Ajna                                              | 200 m gyors     | 1:58,99      | 6.           | 21.          | kiesett  | kiesett  | kiesett  | kiesett | kiesett  |
| Késely Ajna                                              | 400 m gyors     | 4:07,08      | 5.           | 9.           |          |          |          | kiesett | kiesett  |
| Késely Ajna                                              | 800 m gyors     | 8:28,23      | 6.           | 10.          |          |          |          | kiesett | kiesett  |
| Komoróczy Lora                                           | 50 m hát        | 28,29        | 6.           | 17.          | kiesett  | kiesett  | kiesett  | kiesett | kiesett  |
| Mihályvári-Farkas Viktória                               | 1500 m gyors    | 16:25,16     | 9.           | 19.          |          |          |          | kiesett | kiesett  |
| Mihályvári-Farkas Viktória                               | 400 m vegyes    | 4:41,28      |              | 10.          |          |          |          | kiesett | kiesett  |
| Molnár Dóra                                              | 100 m hát       | 1:02,62      | 9.           | 34.          | kiesett  | kiesett  | kiesett  | kiesett | kiesett  |
| Pádár Nikolett                                           | 200 m gyors     | 1:57,35      | 5.           | 8.           | 1:56,65  | 4.       | 10.      | kiesett | kiesett  |
| Sebestyén Dalma                                          | 200 m vegyes    | 2:13,32      | 6.           | 19.          | kiesett  | kiesett  | kiesett  | kiesett | kiesett  |
| Senánszky Petra                                          | 100 m gyors     | visszalépett | visszalépett | visszalépett | kiesett  | kiesett  | kiesett  | kiesett | kiesett  |
| Senánszky Petra                                          | 50 m gyors      | 25,04        | 7.           | 17.          | kiesett  | kiesett  | kiesett  | kiesett | kiesett  |
| Szabó-Feltóthy Eszter                                    | 200 m hát       | 2:10,38      | 2.           | 9.           | 2:09,90  | 5.       | 9.       | kiesett | kiesett  |
| Senánszky Petra Molnár Dóra Ábrahám Lilla Pádár Nikolett | 4 × 100 m gyors | 3:40,02      | 6.           | 13.          |          |          |          | kiesett | kiesett  |
| Ábrahám Lilla Pádár Nikolett Késely Ajna Molnár Dóra     | 4 × 200 m gyors | 7:55,26      | 4.           | 7.           |          |          |          | 7:44,40 | 7.       |

Vegyes
| Versenyző                                                   | Versenyszám      | Előfutam | Előfutam | Előfutam | Elődöntő | Elődöntő | Elődöntő | Döntő   | Döntő    |
| Versenyző                                                   | Versenyszám      | Idő      | Hely.    | Össz.    | Idő      | Hely.    | Össz.    | Idő     | Helyezés |
| ----------------------------------------------------------- | ---------------- | -------- | -------- | -------- | -------- | -------- | -------- | ------- | -------- |
| Székely Áron Sebestyén Dalma Mészáros Dániel Komoróczy Lora | 4 × 100 m vegyes | 3:56,82  | 9.       | 21.      |          |          |          | kiesett | kiesett  |

## Nyílt vízi úszás
Férfi
| Versenyző         | Versenyszám | Idő       | Helyezés  |
| ----------------- | ----------- | --------- | --------- |
| Rasovszky Kristóf | 5 km        | 55:23,9   | 7.        |
| Rasovszky Kristóf | 10 km       | 1:50:59,0 | Ezüstérem |
| Betlehem Dávid    | 10 km       | 1:53:30,9 | 16.       |
| Betlehem Dávid    | 5 km        | 54:58,6   | 5.        |

Női
| Versenyző      | Versenyszám | Idő       | Helyezés |
| -------------- | ----------- | --------- | -------- |
| Fábián Bettina | 5 km        | 59:44,2   | 8.       |
| Fábián Bettina | 10 km       | 2:03:15,2 | 9.       |
| Olasz Anna     | 10 km       | 2:03:16,9 | 12.      |
| Olasz Anna     | 5 km        | 1:01:09,4 | 16.      |

Váltó
| Versenyző                                                  | Versenyszám | Idő       | Helyezés  |
| ---------------------------------------------------------- | ----------- | --------- | --------- |
| Fábián Bettina Olasz Anna Rasovszky Kristóf Betlehem Dávid | Váltó       | 1:10:35,0 | Ezüstérem |

## Szinkronúszás
| Versenyző                           | Versenyszám          | Selejtező | Selejtező | Döntő   | Döntő   |
| Versenyző                           | Versenyszám          | Pont      | Hely      | Pont    | Hely    |
| ----------------------------------- | -------------------- | --------- | --------- | ------- | ------- |
| Barbócz Blanka Bastianelli Angelika | Páros rövid program  | 173,8016  | 27.       | kiesett | kiesett |
| Barbócz Blanka Bastianelli Angelika | Páros szabad program | 135,5583  | 24.       | kiesett | kiesett |

## Műugrás
Női
| Versenyző      | Versenyszám | Selejtező | Selejtező | Elődöntő | Elődöntő | Döntő   | Döntő    |
| Versenyző      | Versenyszám | Pont      | Hely.     | Pont     | Hely.    | Pont    | Helyezés |
| -------------- | ----------- | --------- | --------- | -------- | -------- | ------- | -------- |
| Mosena Estilla | 1 m műugrás | 186,90    | 41.       |          |          | kiesett | kiesett  |
| Mosena Estilla | 3 m műugrás | 215,80    | 40.       | kiesett  | kiesett  | kiesett | kiesett  |
| Kun Patrícia   | 1 m műugrás | 182,40    | 42.       |          |          | kiesett | kiesett  |
| Kun Patrícia   | 3 m műugrás | 189,30    | 47.       | kiesett  | kiesett  | kiesett | kiesett  |

## Vízilabda
Férfi
Varga Zsolt, a magyar férfi vízilabda-válogatott szövetségi kapitánya 2023. július 7-én hirdette ki a vb-keretet.
A magyar férfi vízilabda-válogatott kerete:
| Magyar férfi vízilabdacsapat-játékoskeret | Magyar férfi vízilabdacsapat-játékoskeret | Magyar férfi vízilabdacsapat-játékoskeret | Magyar férfi vízilabdacsapat-játékoskeret | Magyar férfi vízilabdacsapat-játékoskeret | Magyar férfi vízilabdacsapat-játékoskeret | Magyar férfi vízilabdacsapat-játékoskeret |
|                                           | Név                                       | Poszt                                     | Klub                                      | Kor (2023. július 17. szerint)            |                                           |                                           |
| ----------------------------------------- | ----------------------------------------- | ----------------------------------------- | ----------------------------------------- | ----------------------------------------- | ----------------------------------------- | ----------------------------------------- |
| 2                                         | Angyal Dániel                             |                                           | OSC                                       | 1992. március 29. (31 évesen)             |                                           |                                           |
| 8                                         | Fekete Gergő                              |                                           | Ferencvárosi TC                           | 2000. június 24. (23 évesen)              |                                           |                                           |
| 11                                        | Jansik Szilárd                            |                                           | Ferencvárosi TC                           | 1994. április 6. (29 évesen)              |                                           |                                           |
| 1                                         | Lévai Márton                              | K                                         | OSC                                       | 1992. április 29. (31 évesen)             |                                           |                                           |
| 3                                         | Manhercz Krisztián                        |                                           | OSC                                       | 1997. február 6. (26 évesen)              |                                           |                                           |
|                                           | Molnár Erik                               |                                           | Ferencvárosi TC                           | 2003. június 24. (20 évesen)              |                                           |                                           |
| 6                                         | Nagy Ádám                                 |                                           | Ferencvárosi TC                           | 1998. május 19. (25 évesen)               |                                           |                                           |
| 9                                         | Német Toni                                |                                           | Ferencvárosi TC                           | 1994. január 14. (29 évesen)              |                                           |                                           |
| 4                                         | Pohl Zoltán                               |                                           | Ferencvárosi TC                           | 1995. március 27. (28 évesen)             |                                           |                                           |
| 10                                        | Varga Dénes                               |                                           | Ferencvárosi TC                           | 1987. március 29. (36 évesen)             |                                           |                                           |
| 5                                         | Vámos Márton                              |                                           | Olimbiakósz                               | 1992. június 24. (31 évesen)              |                                           |                                           |
| 12                                        | Vigvári Vendel                            |                                           | Ferencvárosi TC                           | 2001. szeptember 10. (21 évesen)          |                                           |                                           |
|                                           | Vigvári Vince                             |                                           | OSC                                       | 2003. június 23. (20 évesen)              |                                           |                                           |
| 13                                        | Vogel Soma                                | K                                         | Ferencvárosi TC                           | 1997. július 7. (26 évesen)               |                                           |                                           |
| 7                                         | Zalánki Gergő                             |                                           | Pro Recco                                 | 1995. február 26. (28 évesen)             |                                           |                                           |
| Szövetségi kapitány: Varga Zsolt          |                                           |                                           |                                           |                                           |                                           |                                           |

Csoportkör
A csoport
| Hely. | Csapat       | M | Gy | BGy | BV | V | G+ | G– | Gk  | P | Továbbjutás                   |
| ----- | ------------ | - | -- | --- | -- | - | -- | -- | --- | - | ----------------------------- |
| 1.    | Magyarország | 3 | 3  | 0   | 0  | 0 | 49 | 31 | +18 | 9 | Továbbjutott a negyeddöntőbe  |
| 2.    | Horvátország | 3 | 2  | 0   | 0  | 1 | 51 | 29 | +22 | 6 | Továbbjutott a nyolcaddöntőbe |
| 3.    | Japán (R)    | 3 | 1  | 0   | 0  | 2 | 40 | 42 | −2  | 3 | Továbbjutott a nyolcaddöntőbe |
| 4.    | Argentína    | 3 | 0  | 0   | 0  | 3 | 27 | 65 | −38 | 0 |                               |

| 2023. július 17. 17:30 (10:30) | Magyarország         | 16–8        | Japán            | Marine Messe Fukuoka, Fukuoka Játékvezetők: Zhang Liang (CHN), Nicola Johnson (AUS) |
| 2023. július 17. 17:30 (10:30) | (4–4, 3–2, 3–1, 6–1) |             |                  | Marine Messe Fukuoka, Fukuoka Játékvezetők: Zhang Liang (CHN), Nicola Johnson (AUS) |
| 2023. július 17. 17:30 (10:30) | Jansik, Zalánki 4    | Jegyzőkönyv | Suzuki, Takata 2 | Marine Messe Fukuoka, Fukuoka Játékvezetők: Zhang Liang (CHN), Nicola Johnson (AUS) |

| 2023. július 19. 12:00 (5:00) | Horvátország         | 10–12       | Magyarország | Marine Messe Fukuoka, Fukuoka Játékvezetők: Adrian-Tiberiu Alexandrescu (ROU), Frank Ohme (GER) |
| 2023. július 19. 12:00 (5:00) | (1–3, 2–2, 3–3, 4–4) |             |              | Marine Messe Fukuoka, Fukuoka Játékvezetők: Adrian-Tiberiu Alexandrescu (ROU), Frank Ohme (GER) |
| 2023. július 19. 12:00 (5:00) | három játékos 2      | Jegyzőkönyv | Zalánki 3    | Marine Messe Fukuoka, Fukuoka Játékvezetők: Adrian-Tiberiu Alexandrescu (ROU), Frank Ohme (GER) |

| 2023. július 21. 9:00 (2:00) | Magyarország         | 21–13       | Argentína         | Marine Messe Fukuoka, Fukuoka Játékvezetők: Zhang Liang (CHN), Alessia Ferrari (ITA) |
| 2023. július 21. 9:00 (2:00) | (7–1, 5–4, 4–4, 5–4) |             |                   | Marine Messe Fukuoka, Fukuoka Játékvezetők: Zhang Liang (CHN), Alessia Ferrari (ITA) |
| 2023. július 21. 9:00 (2:00) | Vigvári Vi. 4        | Jegyzőkönyv | Camnasio, Corsi 3 | Marine Messe Fukuoka, Fukuoka Játékvezetők: Zhang Liang (CHN), Alessia Ferrari (ITA) |

Negyeddöntő
| 2023. július 25. 19:00 (12:00) | Magyarország         | 13–12       | Egyesült Államok | Marine Messe Fukuoka, Fukuoka Játékvezetők: Adrian-Tiberiu Alexandrescu (ROU), Vojin Putniković (SRB) |
| 2023. július 25. 19:00 (12:00) | (4–4, 3–1, 3–2, 3–5) |             |                  | Marine Messe Fukuoka, Fukuoka Játékvezetők: Adrian-Tiberiu Alexandrescu (ROU), Vojin Putniković (SRB) |
| 2023. július 25. 19:00 (12:00) | Zalánki 6            | Jegyzőkönyv | Bowen 4          | Marine Messe Fukuoka, Fukuoka Játékvezetők: Adrian-Tiberiu Alexandrescu (ROU), Vojin Putniković (SRB) |

Elődöntő
| 2023. július 27. 18:30 (11:30) | Magyarország         | 12–11       | Spanyolország   | Marine Messe Fukuoka, Fukuoka Játékvezetők: Boris Margeta (SLO), Frank Ohme (GER) |
| 2023. július 27. 18:30 (11:30) | (3–3, 1–3, 3–2, 5–3) |             |                 | Marine Messe Fukuoka, Fukuoka Játékvezetők: Boris Margeta (SLO), Frank Ohme (GER) |
| 2023. július 27. 18:30 (11:30) | Manhercz 3           | Jegyzőkönyv | három játékos 2 | Marine Messe Fukuoka, Fukuoka Játékvezetők: Boris Margeta (SLO), Frank Ohme (GER) |

Döntő
| 2023. július 29. 18:00 (11:00) | Görögország          | 10–10       | Magyarország        | Marine Messe Fukuoka, Fukuoka Játékvezetők: Michiel Zwartt (NED), Vojin Putniković (SRB) |
| 2023. július 29. 18:00 (11:00) | (2–4, 2–1, 3–2, 3–3) |             |                     | Marine Messe Fukuoka, Fukuoka Játékvezetők: Michiel Zwartt (NED), Vojin Putniković (SRB) |
| 2023. július 29. 18:00 (11:00) | Jenidúniasz 4        | Jegyzőkönyv | Manhercz, Zalánki 3 | Marine Messe Fukuoka, Fukuoka Játékvezetők: Michiel Zwartt (NED), Vojin Putniković (SRB) |
| 2023. július 29. 18:00 (11:00) | Büntetőpárbaj:       |             |                     | Marine Messe Fukuoka, Fukuoka Játékvezetők: Michiel Zwartt (NED), Vojin Putniković (SRB) |
| 2023. július 29. 18:00 (11:00) | 3–4                  |             |                     | Marine Messe Fukuoka, Fukuoka Játékvezetők: Michiel Zwartt (NED), Vojin Putniković (SRB) |

| Csapat       | Helyezés  |
| ------------ | --------- |
| Magyarország | Aranyérem |

Női
Bíró Attila, a magyar női vízilabda-válogatott szövetségi kapitánya 2023. július 7-én hirdette ki a vb-keretet.
A magyar női vízilabda-válogatott kerete:
| Magyar női vízilabdacsapat-játékoskeret | Magyar női vízilabdacsapat-játékoskeret | Magyar női vízilabdacsapat-játékoskeret | Magyar női vízilabdacsapat-játékoskeret | Magyar női vízilabdacsapat-játékoskeret | Magyar női vízilabdacsapat-játékoskeret | Magyar női vízilabdacsapat-játékoskeret |
|                                         | Név                                     | Poszt                                   | Klub                                    | Kor (2023. július 16. szerint)          |                                         |                                         |
| --------------------------------------- | --------------------------------------- | --------------------------------------- | --------------------------------------- | --------------------------------------- | --------------------------------------- | --------------------------------------- |
|                                         | Dömsödi Dalma                           |                                         | Ferencvárosi TC                         | 2003. január 26. (20 évesen)            |                                         |                                         |
| 11                                      | Faragó Kamilla                          |                                         | UVSE                                    | 2000. november 22. (22 évesen)          |                                         |                                         |
| 12                                      | Garda Krisztina                         |                                         | Dunaújvárosi Főiskola VE                | 1994. július 16. (29 évesen)            |                                         |                                         |
| 4                                       | Gurisatti Gréta                         |                                         | Ferencvárosi TC                         | 1996. május 14. (27 évesen)             |                                         |                                         |
|                                         | Hajdú Kata                              |                                         | UVSE                                    | 2006. március 27. (17 évesen)           |                                         |                                         |
| 9                                       | Leimeter Dóra                           |                                         | Ferencvárosi TC                         | 1996. május 8. (27 évesen)              |                                         |                                         |
| 1                                       | Magyari Alda                            | K                                       | UVSE                                    | 2000. október 19. (22 évesen)           |                                         |                                         |
| 5                                       | Géraldine Mahieu                        |                                         | Dunaújvárosi Főiskola VE                | 1993. szeptember 15. (29 évesen)        |                                         |                                         |
| 7                                       | Máté Zsuzsanna                          |                                         | Ferencvárosi TC                         | 1996. szeptember 1. (26 évesen)         |                                         |                                         |
| 8                                       | Keszthelyi Rita                         |                                         | CN Mataró                               | 1991. december 10. (31 évesen)          |                                         |                                         |
| 13                                      | Neszmély Boglárka                       | K                                       | Ferencvárosi TC                         | 2003. augusztus 27. (19 évesen)         |                                         |                                         |
| 6                                       | Parkes Rebecca                          |                                         | ZF-Eger                                 | 1994. augusztus 16. (28 évesen)         |                                         |                                         |
| 10                                      | Rybanska Natasa                         |                                         | UVSE                                    | 2000. április 10. (23 évesen)           |                                         |                                         |
| 2                                       | Szilágyi Dorottya                       |                                         | ZF-Eger                                 | 1996. november 10. (26 évesen)          |                                         |                                         |
| 3                                       | Vályi Vanda                             |                                         | Plebiscito Padova                       | 1999. augusztus 13. (23 évesen)         |                                         |                                         |
| Szövetségi kapitány: Bíró Attila        |                                         |                                         |                                         |                                         |                                         |                                         |

Csoportkör
D csoport
| Hely. | Csapat       | M | Gy | BGy | BV | V | G+ | G– | Gk  | P | Továbbjutás                   |
| ----- | ------------ | - | -- | --- | -- | - | -- | -- | --- | - | ----------------------------- |
| 1.    | Magyarország | 3 | 3  | 0   | 0  | 0 | 60 | 36 | +24 | 9 | Továbbjutott a negyeddöntőbe  |
| 2.    | Kanada       | 3 | 2  | 0   | 0  | 1 | 40 | 34 | +6  | 6 | Továbbjutott a nyolcaddöntőbe |
| 3.    | Új-Zéland    | 3 | 1  | 0   | 0  | 2 | 33 | 52 | −19 | 3 | Továbbjutott a nyolcaddöntőbe |
| 4.    | Japán (R)    | 3 | 0  | 0   | 0  | 3 | 49 | 60 | −11 | 0 |                               |

| 2023. július 16. 20:30 (13:30) | Magyarország         | 11–10       | Kanada         | Marine Messe Fukuoka, Fukuoka Játékvezetők: Marta Cabanas (ESP), Zhang Liang (CHN) |
| 2023. július 16. 20:30 (13:30) | (5–3, 2–2, 1–2, 3–3) |             |                | Marine Messe Fukuoka, Fukuoka Játékvezetők: Marta Cabanas (ESP), Zhang Liang (CHN) |
| 2023. július 16. 20:30 (13:30) | Keszthelyi 4         | Jegyzőkönyv | négy játékos 2 | Marine Messe Fukuoka, Fukuoka Játékvezetők: Marta Cabanas (ESP), Zhang Liang (CHN) |

| 2023. július 18. 19:00 (12:00) | Japán                | 21–26       | Magyarország | Marine Messe Fukuoka, Fukuoka Játékvezetők: Matan Schwartz (ISR), Frank Ohme (GER) |
| 2023. július 18. 19:00 (12:00) | (4–5, 6–8, 5–7, 6–6) |             |              | Marine Messe Fukuoka, Fukuoka Játékvezetők: Matan Schwartz (ISR), Frank Ohme (GER) |
| 2023. július 18. 19:00 (12:00) | Arima 7              | Jegyzőkönyv | Hajdú 5      | Marine Messe Fukuoka, Fukuoka Játékvezetők: Matan Schwartz (ISR), Frank Ohme (GER) |

| 2023. július 20. 12:00 (5:00) | Új-Zéland            | 5–23        | Magyarország | Marine Messe Fukuoka, Fukuoka Játékvezetők: Veselin Mišković (MNE), Marta Cabanas (ESP), |
| 2023. július 20. 12:00 (5:00) | (3–6, 0–3, 2–9, 0–5) |             |              | Marine Messe Fukuoka, Fukuoka Játékvezetők: Veselin Mišković (MNE), Marta Cabanas (ESP), |
| 2023. július 20. 12:00 (5:00) | Doyle, Houghton 2    | Jegyzőkönyv | Szilágyi 5   | Marine Messe Fukuoka, Fukuoka Játékvezetők: Veselin Mišković (MNE), Marta Cabanas (ESP), |

Negyeddöntő
| 2023. július 24. 20:30 (13:30) | Magyarország         | 9–12        | Spanyolország | Marine Messe Fukuoka, Fukuoka Játékvezetők: Alessia Ferrari (ITA), Nenad Peris (CRO) |
| 2023. július 24. 20:30 (13:30) | (2–3, 2–3, 3–4, 2–2) |             |               | Marine Messe Fukuoka, Fukuoka Játékvezetők: Alessia Ferrari (ITA), Nenad Peris (CRO) |
| 2023. július 24. 20:30 (13:30) | Garda 4              | Jegyzőkönyv | Forca 5       | Marine Messe Fukuoka, Fukuoka Játékvezetők: Alessia Ferrari (ITA), Nenad Peris (CRO) |

Az 5–8. helyért
| 2023. július 26. 15:30 (8:30) | Görögország          | 9–10        | Magyarország        | Marine Messe Fukuoka, Fukuoka Játékvezetők: Matan Schwartz (ISR), Zhang Liang (CHN) |
| 2023. július 26. 15:30 (8:30) | (1–2, 2–2, 4–5, 2–1) |             |                     | Marine Messe Fukuoka, Fukuoka Játékvezetők: Matan Schwartz (ISR), Zhang Liang (CHN) |
| 2023. július 26. 15:30 (8:30) | Ninou 3              | Jegyzőkönyv | Garda, Keszthelyi 3 | Marine Messe Fukuoka, Fukuoka Játékvezetők: Matan Schwartz (ISR), Zhang Liang (CHN) |

Az 5. helyért
| 2023. július 28. 16:30 (9:30) | Egyesült Államok     | 11–11       | Magyarország | Marine Messe Fukuoka, Fukuoka Játékvezetők: Zhang Liang (CHN), Marta Cabanas (ESP) |
| 2023. július 28. 16:30 (9:30) | (4–2, 1–3, 5–4, 1–2) |             |              | Marine Messe Fukuoka, Fukuoka Játékvezetők: Zhang Liang (CHN), Marta Cabanas (ESP) |
| 2023. július 28. 16:30 (9:30) | Raney 3              | Jegyzőkönyv | Keszthelyi 4 | Marine Messe Fukuoka, Fukuoka Játékvezetők: Zhang Liang (CHN), Marta Cabanas (ESP) |
| 2023. július 28. 16:30 (9:30) | Büntetőpárbaj:       |             |              | Marine Messe Fukuoka, Fukuoka Játékvezetők: Zhang Liang (CHN), Marta Cabanas (ESP) |
| 2023. július 28. 16:30 (9:30) | 4–2                  |             |              | Marine Messe Fukuoka, Fukuoka Játékvezetők: Zhang Liang (CHN), Marta Cabanas (ESP) |

| Csapat       | Helyezés |
| ------------ | -------- |
| Magyarország | 6.       |